# Theresianum (Konnersreuth)

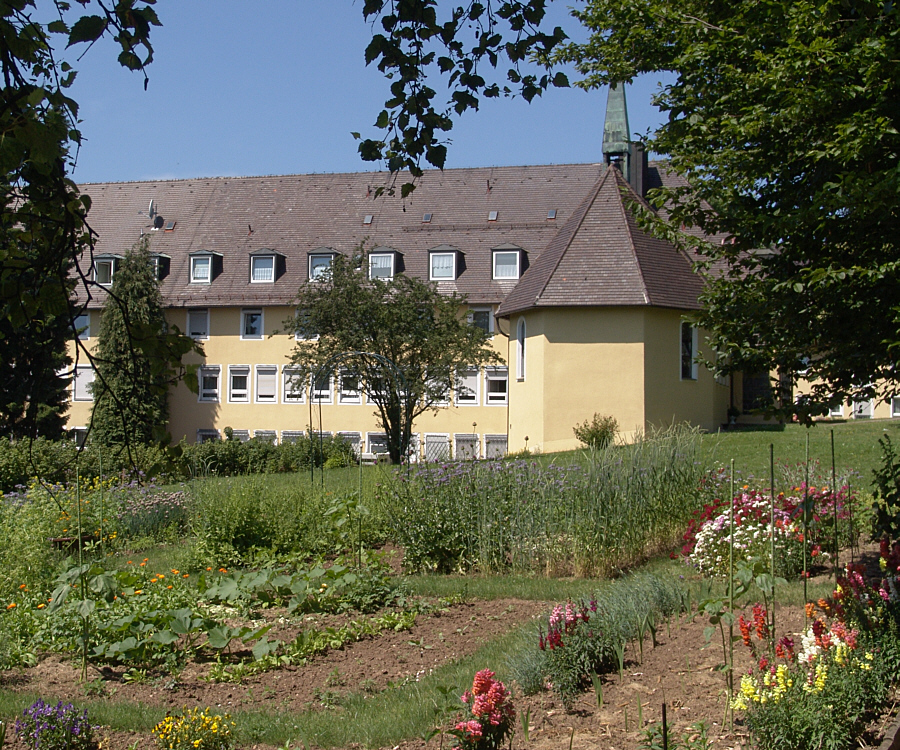
Senioren-Zentrum Theresianum

Das Theresianum ist ein Kloster der Marienschwestern vom Karmel in Konnersreuth in der Diözese Regensburg.

## Geschichte
Das Anbetungskloster Theresianum wurde kurz nach dem Tod der Therese Neumann 1963 in Konnersreuth errichtet. Es wurde von Therese Neumann gewünscht und durch Spenden finanziert. Die Schwestern des Klosters widmen sich der ewigen Anbetung und betreuen ein Altenheim und einen angeschlossenen Kindergarten. Außerdem betreuen sie die zahlreichen Besucher, die zur Wirkungsstätte der Resl von Konnersreuth pilgern.